# 가생 (바둑)
가생은 국면의 다른 곳과 연관이 되어 있는 관계로 상대방이 들어내지 못하는 특수한 형태의 사석이다. 동형반복금지 규정에 의해 대국이 끝나면 사석으로 처리한다.